# Yên Phụ (phường)
Yên Phụ là một phường thuộc quận Tây Hồ, thành phố Hà Nội, Việt Nam. Phường Yên Phụ có diện tích 1,44 km², dân số năm 2022 là 23.942 người, mật độ dân số đạt 16.626 người/km².

## Địa giới hành chính
Địa giới phường Yên Phụ như sau:
- Phía tây tiếp giáp với phường Quảng An
- Phía bắc giáp phường Tứ Liên
- Phía tây nam giáp phường Thụy Khuê
- Phía đông nam giáp phường Phúc Xá, quận Ba Đình
- Phía đông giáp phường Ngọc Thụy, quận Long Biên
- Phía nam giáp phường Trúc Bạch, quận Ba Đình.

## Di tích lịch sử
Chùa Trấn Quốc, đình Yên Phụ